# Substantialistisch
Als substantialistisch werden Auffassungen bezeichnet, die etwas eine dinghafte, für sich bestehende Existenz zuschreiben. So wird bspw. als „Substantialismus“ die „philosophische Lehre [bezeichnet], nach der die Seele eine Substanz, ein dinghaftes Wesen ist“.
Häufig ist die Verwendung des Ausdrucks „substantialistisch“ mit dem Vorwurf verbunden, dass jene Zuschreibung zu Unrecht erfolge. Ohne vorwurfsvollen Tonfall wird die im Übrigen gleiche Bedeutung wohl eher mit dem Adjektiv „substantiell“ ausgedrückt: vgl. die Artikel Substantielle Definition, Substantielle Wahrheit und Substantielle Ableitung.

## Etymologie
„Substantialistisch“ ist ein vom – von Seneca geprägten – lateinischen Neologismus substantia (in etwa: das darunter Bestehende; metaphorischer gesprochen: das Wesentliche unter der Oberfläche) herrührendes deutsches Adjektiv.

## Klassische Definitionen der Substanz
Nach Johannes Hoffmeister stammen die drei „wichtigsten Definitionen“ der Substanz von Descartes, Spinoza und Kant. Hier seien die von
Descartes (Princ. I 51): „Unter Substanz können wir nur ein Ding verstehen, das so existiert, daß es zu seiner eigenen Existenz keines anderen Dinges bedarf“
und Spinoza (Eth. I Def. 3) angeführt: „Unter Substanz verstehe ich das, was in sich ist und durch sich begriffen wird, d. h. das, dessen Begriff, um gebildet werden zu können, des Begriffs eines anderen Dings nicht bedarf“.

## Enger und weiter Substanzbegriff / Materialismus und Idealismus
Nach Kant ist die Substanz das, „was als Substrat alles Wechsels immer dasselbe bleibt.“ Kant folgert daraus: „Da diese [die Substanz] also im Dasein nicht wechseln kann, so kann ihr Quantum in der Natur auch weder vermehrt noch vermindert werden.“
Daraus ergeben sich nun ein enger und ein weiter Substanz-Begriff. Ersterer ist materialistisch im philosophischen Sinne, der zweite idealistisch: „In diesem [Kants] Sinn der Unvermehrbarkeit und Unzerstörbarkeit […] wird der Begriff der S[ubstanz] insbesondere in der Naturwissenschaft und Naturphilosophie gebraucht: Masse und Energie spielen in der Physik wegen der für sie geltenden Erhaltungsgesetze die Rolle der S[ubstanz]. Erkennt man nur sie als S[ubstanz] an, so kommt man zum °Materialismus. Erkennt man auch der Seele den Charakter der S[ubstanz] zu (°Subtanzialismus), so kommt man zu einem °Dualismus, wie ihn Descartes durch die Gegenüberstellung der ausgedehnten (materiellen) und denkenden (seelischen) S[ubstanz] formulierte.“

## Synonyme: substantialistisch = essentialistisch
Substantialistische Auffassungen können mit einem – in den 1990er Jahren durch die poststrukturalistisch-dekonstruktivistische Essentialismus-Kritik breiter bekannt gewordenen – Ausdruck auch als „essentialistisch“ bezeichnet werden. Denn in der „Bedeutung ‚das, wodurch etwas ist, was es ist’“ ist Substanz „synonym mit ‚essentia’. In dieser Bedeutung entspricht der lateinische Ausdruck ‚substantia’ […] griechischen οὐσία (↑ Usia, ↑ Wesen, […]).“

## Substantialistische Auffassungen in der Rechtsphilosophie
Als „substantialistisch“ sieht die Rechtstheorie bzw. Rechtsphilosophie jene Rechtsbereiche und Rechtsinstitute, die von Rechtssetzungsakten unabhängig sind und unveränderlich bleiben. Nach dieser Auffassung kommt Recht nicht durch politische Entscheidungen nach bestimmten vorgegebenen Abläufen zustande, sondern ist substantiell von Politik verschieden.
In der englischen Rechtssprache wird zwischen einer „a formalist or ‚thin’ and a substantive or ‚thick’ definition of the rule of law“ oder procedural und substantive bei rechtsstaatlichen Verfahren (due process) unterschieden. Eine "due process"-Klausel wurde auch in die US-amerikanische Verfassung aufgenommen. In der deutschen Rechtssprache wird diese Unterscheidung mit den Begriffen "formalrechtlich" und „materiellrechtlich“ getroffen. Vgl. dazu den Artikel Formeller und materieller Rechtsstaat.

## Bedeutungsverlust des Substanz-Begriffs in der Erkenntnistheorie
Nach Jürgen Mittelstraß wird der Substanz-Begriff in „der neueren Erkenntnistheorie […] weitgehend aufgegeben. […]. Gegenstände in wissenschaftlicher Betrachtung sind durch Beziehungen und nicht durch das Verhältnis von S[ubstanz] und Akzidens charakterisiert.“ Vgl. den Artikel „Strukturalismus“.